# ISRN
ISRN is de afkorting van International Standard Technical Report Number, dit is een internationaal identificatiesysteem voor 'technische rapporten'. Dit zijn documenten (zowel in gedrukte als elektronische vorm) die de resultaten van specifieke onderzoeken beschrijven die zijn uitgevoerd door of in opdracht van bepaalde personen of organisaties en die meestal niet via de normale commerciële kanalen verkrijgbaar zijn.
Het systeem is beschreven in de internationale norm ISO 10444:1994.
Een ISRN is een alfanumerieke code van maximaal 36 tekens, die bij het afdrukken wordt voorafgegaan door de letters "ISRN", en die een unieke identificatie is van een welbepaald technisch rapport.
Voorbeelden:
- ISRN UIUCLIS--2001/9+EARCH (ISRN van een rapport van de University of Illinois at Urbana-Champaign [UIUC]).
- ISRN INRIA/RR--4855--FR+ENG (ISRN van een rapport van het Franse onderzoeksinstituut INRIA, Institut National de Recherche en Informatique et en Automatique).

Wanneer een rapport verschijnt als onderdeel van een periodieke publicatie kan het zijn dat het naast een ISRN ook een ISSN krijgt.
Zoals bij de verwante systemen (ISBN, ISAN, ...) is een internationale Registration Authority verantwoordelijk voor het wereldwijde beheer en promotie van het ISRN-systeem. Deze taak wordt momenteel uitgeoefend door het Fachinformationszentrum (FIZ) Karlsruhe in Duitsland (De originele Registration Authority legde haar taak neer in 2003). Website: www.fiz-karlsruhe.de. Daarnaast zijn er per land of groep van landen agentschappen aangewezen die het systeem beheren in hun resp. gebied. Hun voornaamste taak bestaat in het bijhouden van een register van de toegewezen rapportcodes. De afzonderlijke organisaties die technische rapporten publiceren zijn verantwoordelijk voor het toekennen van unieke ISRN's aan elk van hun rapporten.
ISO 2108: (ISBN) Internationaal Standaard Boeknummer · ISO 3297: (ISSN) International Standard Serial Number · ISO 3901: (ISRC) International Standard Recording Code · ISO 10444: (ISRN) International Standard Technical Report Number · ISO 10957: (ISMN) International Standard Music Number · ISO 15706: (ISAN) Internationaal Standaard Audiovisueel Nummer · ISO 21047: (ISTC) Internationale Standaard Tekst Code · ISO 26324: (DOI) Digital object identifier · ISO 27729: (ISNI) International Standard Name Identifier